# Dunmore Town
Dunmore Town este o așezare situată în partea de vest a insulei Harbour, componentă a arhipelagului Bahamas. La recensământul din 1990 localitatea avea 1.200 locuitori.